# Franz Kemser
Franz Kemser (Garmisch-Partenkirchen, 11 november 1910 - Garmisch-Partenkirchen, 20 januari 1986) was een Duits bobsleeremmer. Kemser won in zijn geboorteplaats de zilveren medaille in de viermansbob tijdens de Wereldkampioenschappen bobsleeën 1938. Een jaar later moest Kemser genoegen nemen met de bronzen medaille. Kemser werd vanwege zijn gewicht overgeplaatst naar de bob van Andreas Ostler, die mede daardoor de gouden medaille kon veroveren. Na afloop van deze spelen voerde de Internationale Bobslee- en Skeletonfederatie een gewichtslimiet in.

## Resultaten
- Wereldkampioenschappen bobsleeën 1938 in Garmisch-Partenkirchen  in de viermansbob
- Wereldkampioenschappen bobsleeën 1939 in Cortina d'Ampezzo  in de viermansbob
- Olympische Winterspelen 1952 in Oslo  in de viermansbob
- Wereldkampioenschappen bobsleeën 1953 in Garmisch-Partenkirchen  in de tweemansbob

1924: Scherrer / Neveu / A.Schläppi / H.Schläppi ·
1928: Fiske / Tucker / Mason / Gray / Parke ·
1932: Fiske / Eagan / Gray / O'Brien ·
1936: Musy / Gartmann / Bouvier / Beerli ·
1948: Tyler / Martin / Rimkus / D'Amico ·
1952: Ostler / Kuhn / Nieberl / Kemser ·
1956: Kapus / Diener / Alt / Angst ·
1964: V.Emery / Kirby / Anakin / J.Emery ·
1968: Monti / De Paolis / Zandonella / Armano ·
1972: Wicki / Leutenegger / Camichel / Hubacher ·
1976: Nehmer / Babock / Germeshausen / Lehmann ·
1980: Nehmer / Musiol / Germeshausen / Gerhardt ·
1984: Hoppe / Wetzig / Schauerhammer / Kirchner ·
1988: Fasser / Meier / Fässler / Stocker ·
1992: Appelt / Schroll / Winkler / Haidacher ·
1994: Czudaj / Brannasch / Hampel / Szelig ·
1998: Langen / Zimmermann / Jakobs / Hampel ·
2002: Lange / Kühn / Kuske / Embach ·
2006: Lange / Hoppe / Kuske / Putze ·
2010: Holcomb / Mesler / Tomasevicz / Olsen ·
2014: Melbārdis / Dreiškens / Vilkaste / Strenga  ·
2018: Friedrich / Bauer / Grothkopp / Margis   ·
2022: Friedrich / Margis / Bauer / Schüller
- Gemeinsame Normdatei: 103116152X
- International Standard Name Identifier: 0000 0003 9988 4186
- Virtual International Authority File: 295067438